# Lonchaea griseochalybea
Lonchaea griseochalybea är en tvåvingeart som beskrevs av Willi Hennig 1948. Lonchaea griseochalybea ingår i släktet Lonchaea och familjen stjärtflugor.
Artens utbredningsområde är Bolivia. Inga underarter finns listade i Catalogue of Life.